# Adélaïde Labille-Guiard
Adélaïde Labille-Guiard (ur. 11 kwietnia 1749 w Paryżu, zm. 24 kwietnia 1803 tamże) – francuska malarka neoklasyczna.

## Życiorys
Studiowała malarstwo miniaturowe u François-Elie Vincenta, z jego synem i późniejszym mężem François-André. Kolejnym jej nauczycielem był Maurice Quentin de La Tour. Wczesne prace wystawiała w Académie de Saint-Luc, a po jej zamknięciu w 1776 w Salon de la Correspondance. W 1769 poślubiła Louisa-Nicolasa Guiarda, jednak małżeństwo nie było udane i zakończyło się separacją w 1777 i ostatecznie rozwodem w 1793.
W 1783 po sukcesach w paryskim Salonie Adelajda została członkiem Académie Royale de Peinture et de Sculpture. Była jedną z trzech pierwszych kobiet, które zostały członkiniami Akademii. Dzięki protekcji została oficjalną malarką córek króla Francji Ludwika XV. W czasie rewolucji malowała portrety jej przywódców, pozowali jej m.in. Maximilien de Robespierre i członkowie Zgromadzenia Narodowego. Wystawiała nadal w paryskim Salonie, aktywnie zachęcała inne kobiety do udziału w życiu artystycznym. W 1799 wyszła za mąż za znanego od młodości malarza François-André Vincenta, zmarła w Paryżu w 1803.
Artystka malowała głównie portrety i sceny historyczne. Posługiwała się techniką olejną i pastelami, tworzyła też miniatury. Jej modelami byli arystokraci, członkowie rodziny królewskiej i rewolucjoniści. Jej rówieśniczką i jednocześnie największą konkurentką była Élisabeth Vigée-Lebrun. Obecnie dzieła obu malarek cieszą się jednakowym uznaniem.

## Galeria, portrety

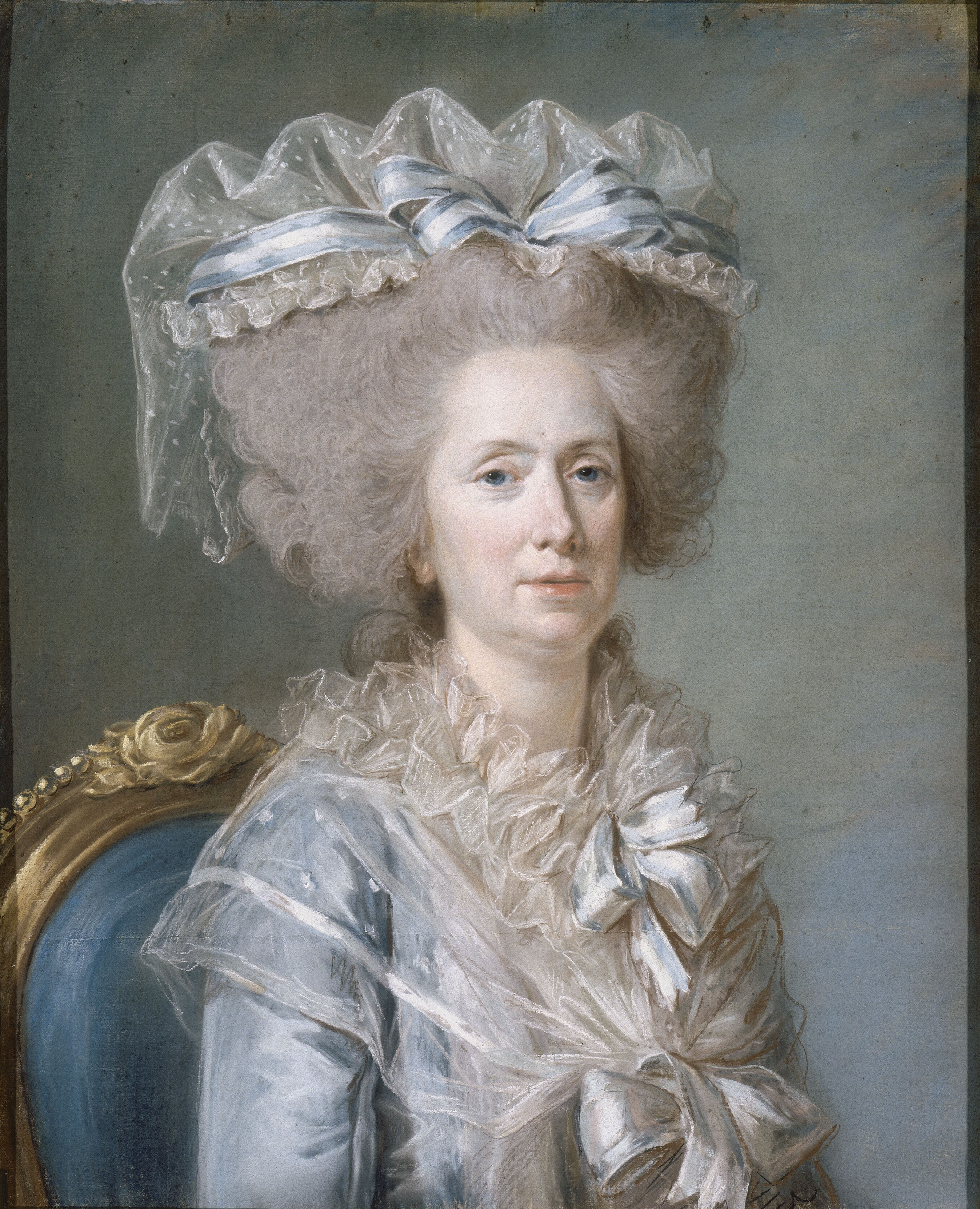
Maria Adelajda Burbon
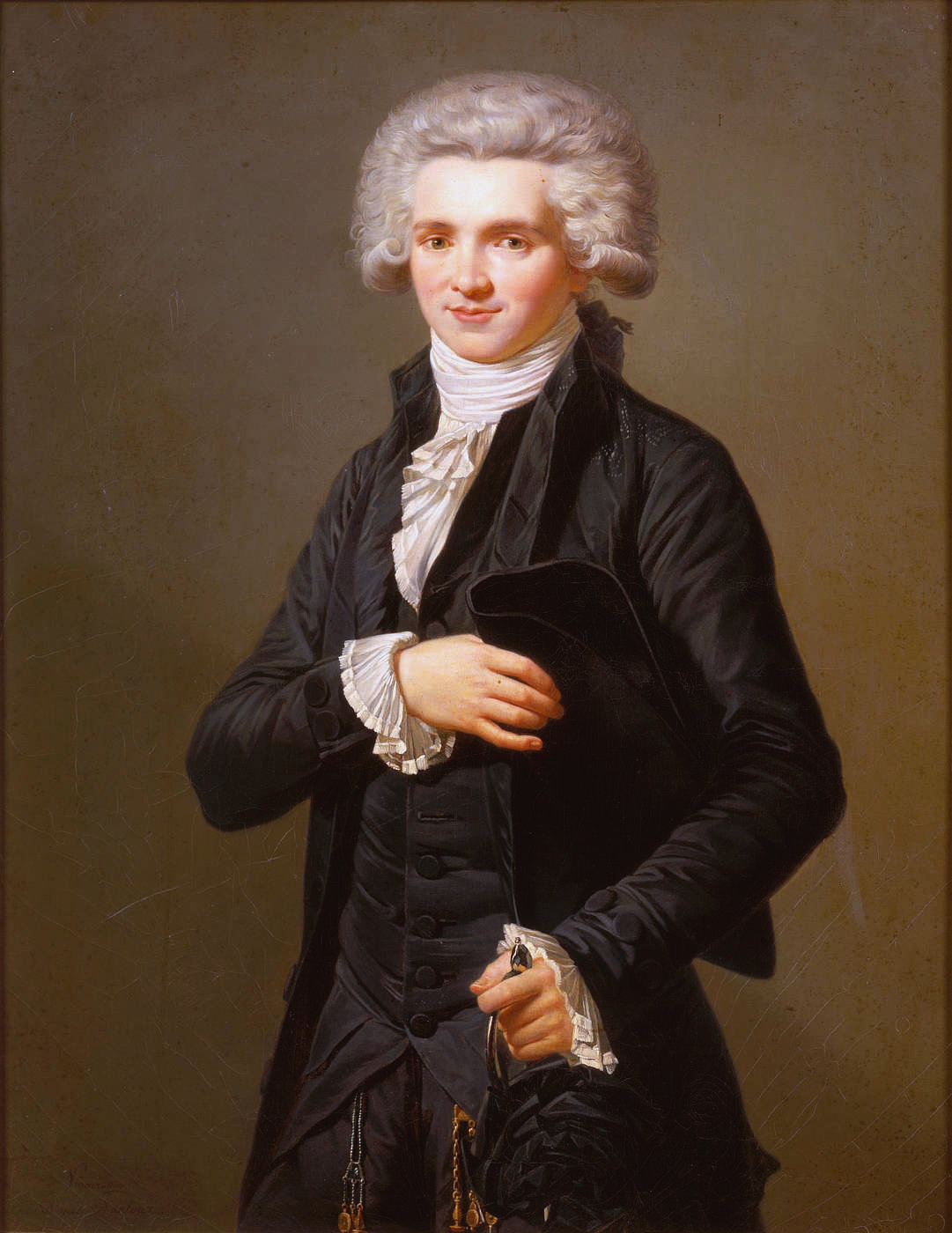
Maximilien de Robespierre
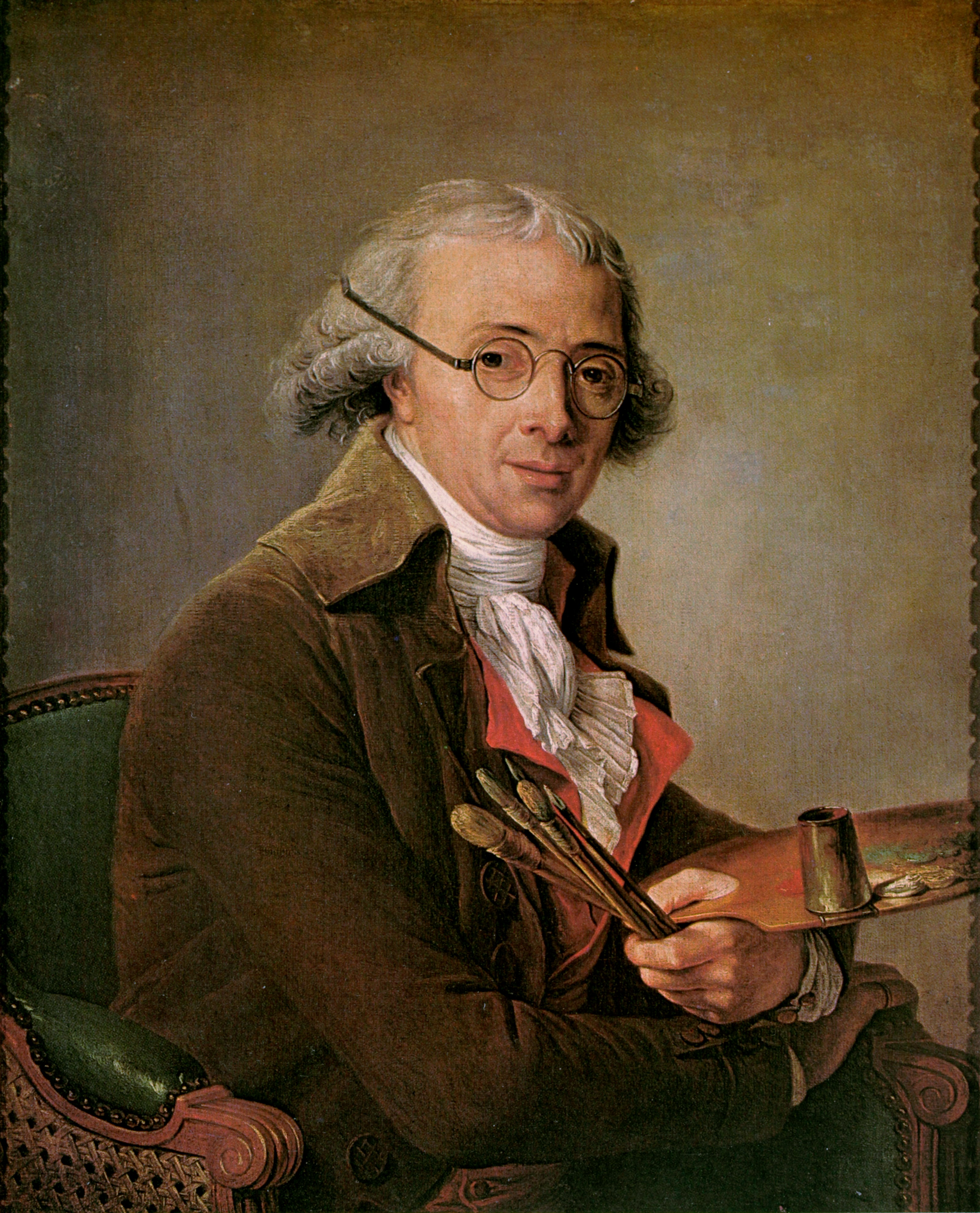
François-André Vincent
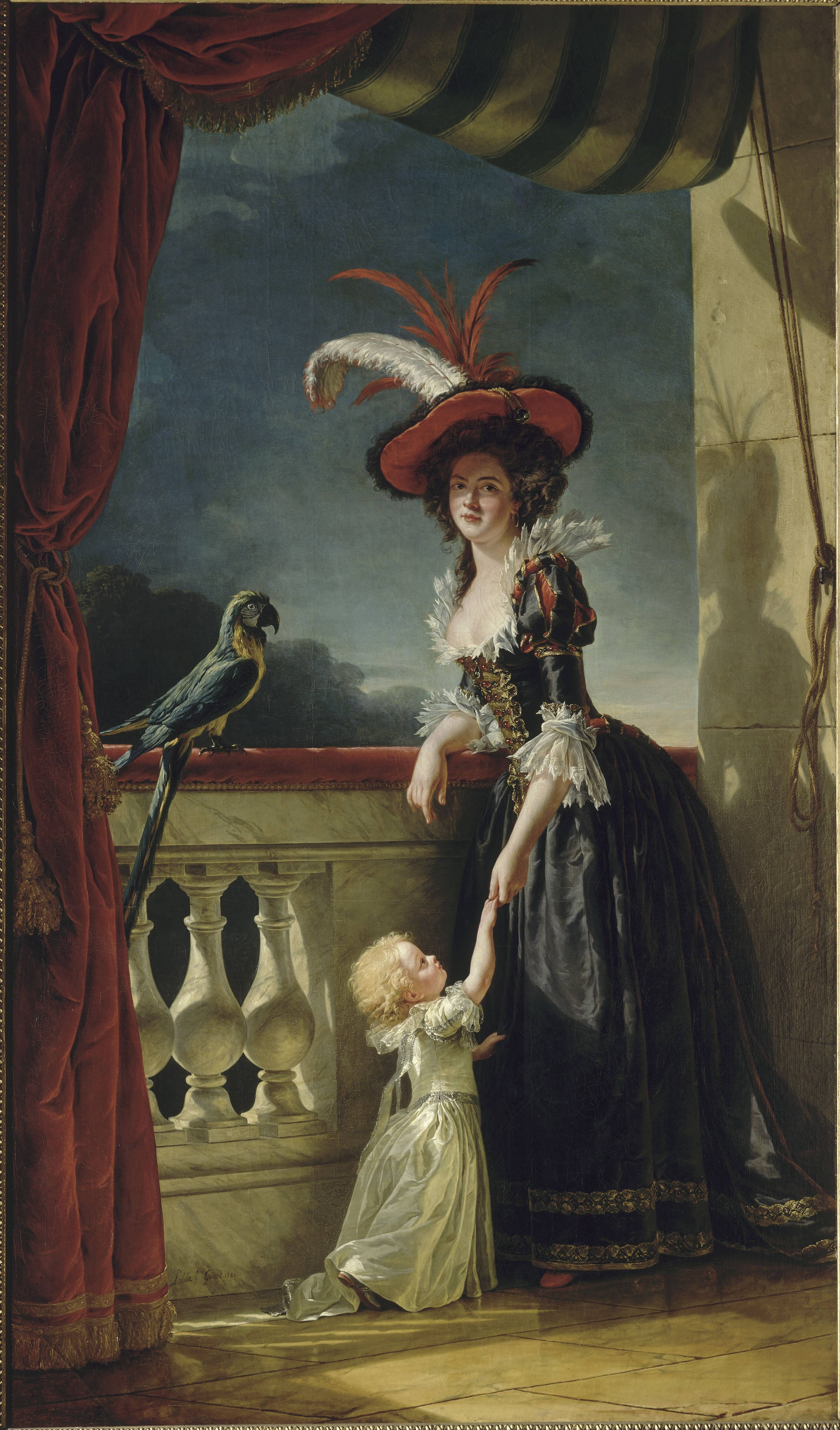
Maria Ludwika Elżbieta Burbon